# Die Crackers
Die Crackers sind eine Deutschrock-Band.

## Bandgeschichte
Die Band wurde 1979 gegründet, ihr erster Auftritt fand in der Wartburg in Wiesbaden statt. 1984 zählten sie neben den Rodgau Monotones, Flatsch! und Hob Goblin zu den Protagonisten der sogenannten „Hessen-Power“. Einen überregionalen Erfolg feierte sie zunächst mit den Titeln Phonhaus und Pornokino (beide 1982). Ihren größten Erfolg hatte sie mit Klassenfahrt zum Titisee (1983), in dem sie den Begriff „Turnschuhgeneration“ aufgriffen, der in jenem Jahr sogar in den Duden aufgenommen wurde.
1987 ging die Band auseinander, um sich 1989 in veränderter Zusammensetzung neu zu formieren. Seit 1998 spielten sie wieder in der ursprünglichen Besetzung. 2003 traten sie beim Jubiläumskonzert „Silberhochzeit“ der Rodgau Monotones in der Stadthalle Offenbach auf und spielten dort vor 8000 Zuschauern.
Für die Hessen-SPD schrieben und spielten sie für den Wahlkampf 2007/08 das Stück „Die Zeit ist reif“. Zum 30-jährigen Jubiläum nahm die Band bei Konzerten am 5. und 6. Dezember 2008 die Doppel-CD „die Crackers Live“ auf, die im Mai 2009 erschien. Die Setlist der Abende kam in Abstimmung mit dem Publikum zustande. Im Juli 2009 veröffentlichte die Band die Single Wir haben einen Traum, den offiziellen Fansong des SV Wehen Wiesbaden. Am 29. September 2012 gab die Band in Wiesbaden ihr vorerst letztes Konzert.
Wie im Dezember 2018 angekündigt, kehrte die Band zum 40-jährigem Jubiläum im Jahr 2019 für drei Konzerte zurück auf die Bühne. 2020 formierte sich die Band, mit den zurückgekehrten, ehemaligen Musikern Thomas Rath und Rolf Bussalb (für Peter Richter und Urban Berz) erneut. Die für 2020 geplanten Konzerte konnten jedoch, bedingt durch die der Corona-Pandemie geschuldeten Einschränkungen nicht stattfinden. 2021 konnten einige wenige Konzerte gespielt werden. Im Januar 2023 verließ Thomas Rath die Band und Christian Diederich kam als neuer Schlagzeuger dazu.
Im Jahr 2023 gingen die Crackers mit dem von Lothar Pohl und Sheela Berigai inszenierten Musical Schinderhannes auf Tour. Verstärkt wurde die Band dabei vom Mörfelden-Walldorfer Musiker Ralf Baitinger (Keyboards, Akkordeon, Gesang, Chorarrangements) und Michael Großman (Schlagzeug). Die Schinderhannes-Tour endete im September 2023.
Am 24. Oktober 2023 verstarb der Sänger und Frontmann Lothar Pohl im Alter von 71 Jahren. Bei dessen Trauerfeier spielten die verbliebenen Crackers bis dato letztmalig live in akustischer Formation eine Instrumentalversion von „Klassenfahrt zum Titisee“ und mit gesanglicher Unterstützung von Ralf Baitinger „Blackbird“/„Kamikaze“.
2024 kam Joe Herman als der neue Sänger und Frontman dazu und die Band begann mit Aufnahmen für ein neues Album und mit Proben für eine Rückkehr auf die Bühne, die am 21. Juni 2025 in Mörfelden stattfand.

## Diskografie
- BRDigung (Ahorn / Metronome; 1981)
- Kamikaze (Ahorn / Metronome; 1983)
- Besser küssen (Ahorn / Metronome; 1985)
- Sex & Gex & Rock & Roll. Best of (Ahorn; 1990)
- Planet der Lackaffen (DA Music; 1993)
- die Crackers LIVE (Repeat Records; 2009)
- Schinderhannes (Die Crackers & Friends; 2023)

Mitwirkung auf weiteren Alben:
- Silberhochzeit Live. Mit Rodgau Monotones, Flatsch! und Hob Goblin (Rockport; 2003)
- Energy Rock Live. Mit Mallet, Tom Woll & His Blueslovers, The Bordells, The Rodrigo Brothers & Sisters (2004)